# Albena Denkova
Albena Denkova (in bulgaro Албена Денкова?; Sofia, 3 dicembre 1974) è un'ex danzatrice su ghiaccio bulgara, vincitrice di due Campionati del Mondo di danza su ghiaccio (nel 2006 e 2007), in coppia con Maksim Staviski. Lei e Staviski sono stati i primi bulgari in grado di vincere una medaglia d'oro ai Campionati mondiali di pattinaggio di figura.

## Carriera
Albena Denkova iniziò la sua carriera sportiva come ginnasta, per poi passare al pattinaggio di figura all'età di circa 9 anni. Il suo primo compagno nella danza sul ghiaccio fu Hristo Nikolov, ma nel 1996 cominciò a gareggiare con Maksim Staviski.
Fino al 2005, la coppia era allenata da Alexei Gorškov a Sofia e a Odintsovo, in Russia. Dopo i Campionati mondiali del 2005, si trasferirono nel Delaware per allenarsi con Natal'ja Liničuk e Gennady Karponosov. Nell'ottobre del 2006, Denkova è stata eletta presidente della Federazione Bulgara di Pattinaggio.
Albena Denkova ha una sorella più giovane, Ina Demireva, che ha praticato la stessa disciplina. Si è laureata in Economia presso l'Università di Sofia. Dopo aver lasciato l'agonismo Denkova e Staviski si sono sposati. Nel 2011 è nato il loro figlio Daniel.

## Risultati
| Risultati                     | Risultati      | Risultati      | Risultati      | Risultati      | Risultati      | Risultati      | Risultati      | Risultati      | Risultati      | Risultati      | Risultati      |
| Internazionali                | Internazionali | Internazionali | Internazionali | Internazionali | Internazionali | Internazionali | Internazionali | Internazionali | Internazionali | Internazionali | Internazionali |
| Evento                        | 1996–97        | 1997–98        | 1998–99        | 1999–00        | 2000–01        | 2001–02        | 2002–03        | 2003–04        | 2004–05        | 2005–06        | 2006–07        |
| ----------------------------- | -------------- | -------------- | -------------- | -------------- | -------------- | -------------- | -------------- | -------------- | -------------- | -------------- | -------------- |
| Giochi olimpici invernali     |                | 18°            |                |                |                | 7°             |                |                |                | 5°             |                |
| Campionati mondiali           | 19°            | 17°            | 11°            | R              | 10°            | 5°             | 3°             | 2°             | 5°             | 1°             | 1°             |
| Campionati europei            | 17°            | 16°            | 9°             | R              | 8°             | 6°             | 2°             | 2°             | R              |                | 3°             |
| GP Finale                     |                |                |                |                |                |                | 3°             | 2°             | 3°             |                | 1°             |
| GP Cup of Russia              |                |                |                |                | 5°             |                | 3°             |                |                |                |                |
| GP Lalique/Bompard            |                |                |                |                |                | 4°             |                | 1°             | 2°             |                | 1°             |
| GP NHK Trophy                 |                |                |                | 6°             |                | 3°             |                | 1°             | 1°             | 2°             |                |
| GP Skate America              |                |                |                |                |                |                |                |                |                |                | 1°             |
| GP Skate Canada               |                |                | 5°             |                |                | 4°             | 2°             | 1°             |                |                |                |
| GP Spark./Bofrost             |                |                | 6°             | 3°             |                |                | 1°             |                |                |                |                |
| Bofrost                       |                |                |                |                |                |                |                |                | 1°             |                |                |
| Finlandia Trophy              |                |                | 1°             | 1°             | 1°             | 1°             |                | 1°             |                |                |                |
| Golden Spin                   |                |                |                | 2°             |                |                |                |                |                |                |                |
| Karl Schäfer Memorial         |                |                | 1°             |                |                |                |                |                |                |                |                |
| Nebelhorn Trophy              |                | 3°             |                |                |                |                |                |                |                |                |                |
| Skate Israel                  |                | 2°             |                |                |                |                |                |                |                |                |                |
| Polish FSA Trophy             | 3°             |                |                |                |                |                |                |                |                |                |                |
| Nazionali                     |                |                |                |                |                |                |                |                |                |                |                |
| Campionati bulgari            | 1°             | 1°             | 1°             | 1°             | 1°             | 1°             | 1°             | 1°             | 1°             | 1°             | 1°             |
| GP = Grand Prix; R = Ritirati |                |                |                |                |                |                |                |                |                |                |                |

## Riconoscimenti
Il 19 aprile 2006, la coppia Denkova-Staviski ha ricevuto una stella nella Walk of Fame bulgara, e, nell'aprile del 2007, sono stati insigniti dell'Ordine di Stara Planina, il più alto riconoscimento ufficiale della Repubblica Bulgara.